# Organisationscontrolling
Das Organisationscontrolling dient der Verbesserung bzw. Optimierung der Organisation und lässt sich interpretieren als:
- Controlling der Institution Organisation als Controlling von Organisationen im Sinne der Revision bzw. Prüfung.
- Controlling der Tätigkeiten des Organisierens durch die Organisationsabteilung als Controlling in Organisationen.

Das tätigkeitsbezogene Organisationscontrolling koordiniert den Prozess der Organisationsplanung, Organisationskontrolle und  Organisationssteuerung mit der organisationsbezogenen Informationsversorgung im Unternehmen. Es ist eng mit den von Organisationsmaßnahmen betroffenen Fachabteilungen und der Existenz einer Organisationsabteilung verbunden.
Organisatorisches Controlling ist als Element des gesamten Controlling den Aktivitäten der Organisationsabteilung parallel- und übergelagert und auf Effizienz ausgerichtet. Es dient dazu, die Aktivitäten des Organisationspersonals (z. B. Organisationsleiter, Organisatoren, Organisationsexperten) zielorientiert zu beeinflussen und kann erfolgen als:
- Projektcontrolling, das sich auf die Projektaufbauorganisation und auf die Projektprozessorganisation bezieht (Projektorganisation).
- Aufbaucontrolling, das sich mit Aktivitäten der Organisationsabteilung hinsichtlich der Aufbauplanung, Aufbausteuerung, Aufbaukontrolle sowie mit Informationen zur Aufbauorganisation befasst.
- Prozesscontrolling, das mit der Planung, Kontrolle und Steuerung von Geschäftsprozessen bzw. mit Informationen zur Prozessorganisation beschäftigt ist.

Das tätigkeitsbezogene Organisationscontrolling wird von Stellen wahrgenommen, die dafür die Kompetenz haben, beispielsweise:
- Die Unternehmensleitung, die das Organisationscontrolling selbst ausübt.
- Ein Gesamtcontroller, der darüber hinaus auch andere Aufgaben des Controlling hat.
- Ein Organisationsausschuss, der aus internen Organisationscontrollern bzw. externen Experten besteht.

Um schlüssige Organisationskonzepte entwickeln zu können, benötigt sowohl die Organisationsabteilung als auch das Organisationscontrolling geeignete Aufgabenträger, welche über die zur Aufgabenlösung erforderlichen Kompetenzen und Fähigkeiten verfügen.